# Budy Milewskie
Budy Milewskie (prononciation : [ˈbudɨ miˈlɛfskʲɛ]) est un village polonais de la gmina de Zawidz dans le powiat de Sierpc de la voïvodie de Mazovie dans le centre-est de la Pologne.
Il se situe à environ 6 km à l'est de Zawidz (siège de la gmina), 20 km à l'est de Sierpc (siège du powiat) et à 100 km au nord-ouest de Varsovie (capitale de la Pologne).
Le village comptait approximativement une population de 110 habitants en 2006.

## Histoire
De 1975 à 1998, le village appartenait administrativement à la voïvodie de Płock.

Depuis 1999, il appartient administrativement à la voïvodie de Mazovie